# Antoine de La Garanderie
Pour les articles homonymes, voir Antoine Payen (homonymie), Payen et Garanderie.
Antoine Payen de La Garanderie, né le 22 mars 1920 au château de la Chevrollière (d) à Ampoigné (Mayenne) et mort le 27 juin 2010 à Paris, est un pédagogue français. Il a développé des théories sur la « gestion mentale » en matière d'apprentissage.

## Enseignement
Docteur ès-lettres, il est d'abord professeur de philosophie et de culture générale à l'école Saint-Jean de Béthune et à l'école Sainte-Geneviève à Versailles. Il est chargé de cours de philosophie en propédeutique à la faculté des lettres de l’Institut catholique de Paris et de pédagogie à l'Institut de pédagogie de l'Institut catholique de Paris.

## Recherches
Ses recherches s'inscrivent dans le cadre de la phénoménologie, la « phénoménologie des actes de connaissance » et il conceptualise une pédagogie à partir de ce qu'il appelle la « didactique des actes de connaissance ». Il propose également une éthique du connaître qui questionne la relation pédagogique. Il étudie les motifs de la réussite et de l’échec des étudiants, et décrit les processus intervenant dans la réflexion et l'apprentissage, en affirmant notamment la nécessité d'enseigner aux élèves les processus cognitifs pour toute acquisition du savoir. En proposant ainsi une didactique des actes de connaissance, il s'inscrit dans la perspective de la pédagogie différenciée, qui s'efforce de rendre l'élève acteur de son apprentissage.

## Distinctions
- Président d'honneur du Centre de recherche en gestion mentale[4]
- Prix Montyon 1970 de l’Académie française pour l'ouvrage La valeur de l’ennui[5]
- Médaille internationale Comenius pour l’ensemble de son œuvre.

### Ouvrages
- La valeur de l'ennui. Paris, Éditions du Cerf, 1968.
- Schématisme et thématisme : Le dynamisme des structures inconscientes dans la psychologie d'Albert Burloud. Paris/Louvain, Nauwelaerts, Philosophes contemporains, 1969.
- Une pédagogie de l'entraide. Paris Éditions Ouvrières 1974; Nouvelle édition Lyon Chroniques Sociales,  (ISBN 978-2850088636), 1994.
- Les profils pédagogiques. Paris, Éditions du Centurion, 1980, collection Paidoguides,  (ISBN 978-2227125193).
- Pédagogie des moyens d'apprendre : Les enseignants face aux profils pédagogiques. Paris, Éditions du Centurion, 1982.
- Le dialogue pédagogique avec l'élève. Paris, Éditions du Centurion, 1984, Paidoguides.
- Comprendre et imaginer. Paris, Éditions du Centurion, 1987, Paidoguides.
- Tous les enfants peuvent réussir. 1988. (avec la coll. de Geneviève Cattan, Paris, Éditions du Centurion, 1988,  (ISBN 978-2227125216).
- Défense et illustration de l'introspection. Paris, Éditions du Centurion, 1989,  (ISBN 978-2227125247).
- Pour une pédagogie de l'intelligence. Paris, Éditions du Centurion,  (ISBN 978-2227125254), 1990.
- La motivation, son éveil, son développement. Paris, Éditions du Centurion,  (ISBN 978-2227125285), 1991.
- On peut tous toujours réussir. Un projet pour chacun. (écrit avec Elisabeth Tingry) Paris, Éditions Bayard,  (ISBN 978-2227125339), 1991.
- Réussir ça s'apprend : un guide pour tous les parents. (avec Daniel Arquié) Paris, Éditions Bayard, 1994.
- L'intuition, de la perception au concept 1995.
- Critique de la raison pédagogique, Paris, Nathan, 1997.
- Apprendre sans peur, Lyon, Chronique Sociale, 1999.
- Les grands projets de nos petits, Bayard, 2001.
- Comprendre les chemins de la connaissance, Lyon, Chronique Sociale, novembre 2002.
- Plaisir de connaître. Bonheur d'être, Lyon, Chronique Sociale, mai 2004.
- Le sens de Dieu chez Spinoza et Teilhard de Chardin (postface de Thierry Payen de La Garanderie : « Antoine de la Garanderie, pédagogue de l'évolution ») Aubin, coll. Science et Spiritualité, août 2005.
- Renforcer l’éveil au sens – Des chemins pour apprendre. Chroniques sociales, Lyon 2006.
- Le sens de l'autre de Lévinas à Teilhard de Chardin, Aubin, coll. Science et spiritualité, 2006.
- Le sens de l'autre chez Jaurès et Teilhard, Aubin, 2007.
- Réussir, ça s'apprend, Paris, Bayard Compact, 2013.  (ISBN 978-2-227-48679-9), 2013. 
  - Cet ouvrage rassemble six livres d'Antoine de La Garanderie : Les Profils pédagogiques, Pédagogie des moyens d'apprendre, Comprendre et imaginer, Le dialogue pédagogique avec l'élève, Tous les enfants peuvent réussir, Réussir ça s'apprend.

Le volume comprend des textes d'introduction pour chaque livre, un index et une table des matières détaillée qui sont le fruit d'un travail accompli par l'équipe de recherche de l'Université catholique d'Angers (GRGM - voir liens externes).

### Document sonore
- La Pédagogie des moyens d'apprendre, DVD. (Conférence et interview d'Antoine de la Garanderie), coproduction Culture et Vie/Jeunes Plus/Cephas.